# Košice-okolie (huyện)
Košice–okolie (okres Košice–okolie; tiếng Hungary: Kassa-vidéki járás) là một huyện nằm tại vùng Košice, đông Slovakia. Nó bao quanh thành của thành phố Košice.

## Lịch sử
Nó là một phần của Đại Moravia cho đến thế kỷ X. Sau khi tan rã, khu vực này sáp nhập vào các hạt Abaúj và Torna của Vương quốc Hungary. Sau đó nó lại trở thành một phần của hạt Abaúj-Torna từ năm 1882 cho đến khi kết thúc Chiến tranh thế giới lần thứ nhất và trở thành một phần lãnh thổ của Tiệp Khắc mới được hình thành.
Trừ một phần nhỏ ở phía bắc, huyện đã thành lập một phần của Abovsko-turnianská župa thuộc huyện Šariš từ năm 1918 đến 1923. Từ năm 1923 đến 1928, Košice–okolie được coi là một phần của Košická župa. Từ năm 1923 đến 1938, huyện được coi là đất của Slovakia. Sau Hiệp ước Vienna lần thứ nhất vào năm 1938, huyện này được phân chia giữa Vương quốc Hungary và Cộng hòa Slovakia, một quốc gia đồng minh với Đức Quốc Xã. Sau Thế Chiến lần thứ hai, khu vực này được gọi là huyện Košice-vidiek, một phần của vùng Košický. Košice-okolie được thành lập vào năm 1997.

## Nhân khẩu học
| Năm            | 1994    | 2004    | 2014    | 2024    |
| -------------- | ------- | ------- | ------- | ------- |
| Số lượng người | 101.315 | 110.221 | 123.377 | 133.321 |
| Sự khác biệt   |         | +8,79%  | +11,93% | +8,05%  |

| Năm            | 2023    | 2024    |
| -------------- | ------- | ------- |
| Số lượng người | 131.955 | 133.321 |
| Sự khác biệt   |         | +1,03%  |

Theo Tổng điều tra dân số và nhà ở năm 2011, dân số của huyện là 119.227 người. Trong đó, 50,3% dân số là nữ và 49,7% là nam giới. Các tôn giáo chính là Công giáo La Mã (68,3%), Thần học Calvin (6,3%), Công giáo Hy Lạp (3,9%) và Phong trào Tin Lành (3,4%). Hơn 5,5% là người vô thần và 11,2% là tôn giáo không xác định.
Phần lớn dân số của huyện là người Slovak (74%), tiếp theo là người Hungary (9,9%), người Di-gan (6,5%) và 8,5% là chưa xác định.

## Đô thị
- Bačkovík
- Baška
- Belža
- Beniakovce
- Bidovce
- Blažice
- Bočiar
- Bohdanovce
- Boliarov
- Budimír
- Bukovec
- Bunetice
- Buzica
- Čakanovce
- Čaňa
- Čečejovce
- Cestice
- Chorváty
- Chrastné
- Čižatice
- Debraď
- Drienovec
- Družstevná pri Hornáde
- Ďurďošík
- Ďurkov
- Dvorníky-Včeláre
- Geča
- Gyňov
- Hačava
- Háj
- Haniska
- Herľany
- Hodkovce
- Hosťovce
- Hrašovík
- Hýľov
- Janík
- Jasov
- Kalša
- Kecerovce
- Kecerovský Lipovec
- Kechnec
- Kokšov-Bakša
- Komárovce
- Košická Belá
- Košická Polianka
- Košické Oľšany
- Košický Klečenov
- Kostoľany nad Hornádom
- Kráľovce
- Kysak
- Malá Ida
- Malá Lodina
- Medzev
- Milhosť
- Mokrance
- Moldava nad Bodvou
- Mudrovce
- Nižná Hutka
- Nižná Kamenica
- Nižná Myšľa
- Nižný Čaj
- Nižný Klátov
- Nižný Lánec
- Nová Polhora
- Nováčany
- Nový Salaš
- Obišovce
- Olšovany
- Opátka
- Opiná
- Paňovce
- Peder
- Perín-Chym
- Ploské
- Poproč
- Rákoš
- Rankovce
- Rešica
- Rozhanovce
- Rudník
- Ruskov
- Sady nad Torysou
- Šemša
- Seňa
- Skároš
- Slančík
- Slanec
- Slanská Huta
- Slanské Nové Mesto
- Sokoľ
- Sokoľany
- Štós
- Strážne (Slovakia)
- Svinica
- Trebejov
- Trsťany
- Trstené pri Hornáde
- Turňa nad Bodvou
- Turnianska Nová Ves
- Vajkovce
- Valaliky
- Veľká Ida
- Veľká Lodina
- Vtáčkovce
- Vyšná Hutka
- Vyšná Kamenica
- Vyšná Myšľa
- Vyšný Čaj
- Vyšný Klátov
- Vyšný Medzev
- Zádiel
- Žarnov
- Ždaňa
- Zlatá Idka